# 遠山奬志
遠山 奬志（とおやま しょうじ、本名：遠山 昭治（読み同じ）、1967年7月21日 - ）は、熊本県葦北郡田浦町（現芦北町）出身の元プロ野球選手（投手・外野手、左投左打）、野球指導者。
2002年の現役引退後は、阪神タイガースのコーチや野球解説者・野球評論家、浪速高等学校硬式野球部監督、京都廣学館高等学校硬式野球部コーチを歴任。
阪神投手時代の1999年から、登録名を「遠山 奬志」に変更。現役を引退してからも、2019年の途中に浪速高校硬式野球部のコーチへ就任するまで、この氏名表記を公の活動に用いていた。愛称は、「遠山の金さん」「遠山親方」「遠山桜」。

## 来歴
八代第一高等学校ではエースとして活躍。2年生だった1984年には秋季九州大会県予選で準々決勝に進むが、鎮西高に完封負けを喫する。在学中に投手として対外試合で通算69勝3敗、打者として打率.440、35本塁打を記録。また、ノーヒットノーランを11回達成した。
1985年のNPBドラフト会議において、この年に球団史上初の日本シリーズ制覇を達成した阪神タイガースから1位指名を受ける。清原和博の指名重複に伴う抽選で独占交渉権を逃した末の単独再指名であったが、推定年俸360万円という条件で入団した。入団当初の背番号は21。
1986年には、一軍公式戦で先発ローテーションの一角を担いながら8勝をマーク。この年のNPB全12球団の高卒新人投手としては最高の成績で、シーズン終了後には、推定年俸900万円という好条件で契約を更改した。昇給率は150%で、2013年に藤浪晋太郎が200%で契約を更改するまで、阪神の高卒新人選手における最高記録であった。また、阪神からのドラフト指名を経て入団1年目に一軍の公式戦で8勝を挙げた左投手は、社会人野球（JR東日本硬式野球部）経由で2021年に入団した伊藤将司まで35年間現れなかった。
1987年に左肩を痛めてからは成績が低迷。1990年のシーズン終了後に、高橋慶彦との交換トレードによってロッテオリオンズへ移籍した。移籍後の背番号は16。
ロッテでも慢性的な左肩痛で芳しい成績を残せなかったため、移籍3年目の1993年にサイドスローに挑戦したが、1994年8月5日の対日本ハムファイターズ戦で4番手として登板し、左の強打者マット・ウィンタースに特大の17号3点本塁打を打たれるなど左キラーとしては機能できなかった。
1994年のシーズン途中から、野手転向を見据え、一軍で31試合登板する中、二軍では6試合指名打者として出場した。
1995年には正式に外野手へ転向し、背番号も49となった。同年は、一軍で9試合出場し、二軍では37試合に出場し、.276、1本塁打、11打点を記録している。
1996年には、二軍（イースタン・リーグ）で91試合に出場して規定打席に到達し、.291、11本塁打、58打点の成績でリーグ最多安打（99安打）を記録する。
1997年は、二軍で.76試合、317、2本塁打、28打点を記録（規定不足）するも、一軍公式戦への出場機会がなく、シーズン終了後に球団から戦力外通告を受けた。これに対して、現役続行を希望していた遠山は、古巣・阪神の入団テストを受験。当初は野手として参加していたが、移籍前にも1987年まで一軍で監督を務めていた吉田義男からの要望でピッチングを披露したところ、西山和良編成部長と吉田の判断で投手としての古巣復帰に至った。復帰後の背番号は52で、後年のインタビューで「暫く、野手として活動していたおかげで、左肩の痛みがいつの間にか消えていた」と語っている。
1998年には、フォーム固め等でシーズンの大半を二軍での投球練習とウエスタン・リーグ公式戦への登板に費やすと、シーズン終盤に一軍公式戦11試合に登板した。シーズン終了後に阪神の戦力外通告候補リストに挙がっていたが、新監督の野村克也が「左投手が必要」と球団側を説得し、翌年の活躍へと繋がる。
1999年に登録名を「遠山 奬志」に変更とともに、吉田の後任として監督に就任した野村の勧めで、投球フォームもオーバースローから再びサイドスローに変更した。これを機にシュートの投げ方を新たに習得したところ、主に左打者へのワンポイントリリーフで活躍。同年の63試合登板は自己最多記録である。特にいずれも読売ジャイアンツ（巨人）の左打者であった松井秀喜、高橋由伸に強く、松井を通算で13打数無安打に抑えたことから、「（松井の愛称である）ゴジラキラー」「野村再生工場の成功例」と呼ばれた。これは当時の投手コーチにロッテ時代に監督だった八木沢荘六がいたことも良かったとも話している。なお、松井は当時「（遠山の）顔も見たくない」とのコメントを残したばかりか、2003年にMLBのニューヨーク・ヤンキースへ移籍してからも「（遠山に）打ち取られる夢を見た」と述べていた。
2000年には、現役生活で唯一のオールスターゲーム選出を果たした（出場を予定していた佐々岡真司が故障で辞退したことに伴う補充）。
2001年ごろから座骨神経痛のような症状に見舞われる。オフに野村に代わって星野仙一が監督へ就任。
2002年には、満足に投球できなくなるまで腰の状態が悪化した。当時星野が推し進めていた「チーム内の世代交代」の一環として、2002年のシーズン終盤に戦力外通告を受けたことを機に、現役からの引退を表明。現役最後の実戦登板は、チームのシーズン最終戦であった10月14日の対中日ドラゴンズ戦（阪神甲子園球場）で、9回裏2死無走者からの登板で渡邉博幸から三振を奪うと、星野に肩を抱かれながらマウンドを後にした。
現役引退後の2003年から2004年までは、毎日放送 (MBS) ・GAORAの野球解説者や、『サンケイスポーツ』（大阪本社）の野球評論家として活動の傍ら、プロ野球マスターズリーグの大阪ロマンズで投手として登板することもあった。
2005年に、二軍投手コーチとして阪神に復帰。
2006年から育成コーチ（2010年のみ「二軍育成コーチ」）を務めていた。
2011年11月1日付でコーチを退任した。
2012年からMBSの野球解説者に復帰。
2015年からは『東京スポーツ』の専属評論家としても活動していた。2014年には、阪神のOBとして、11月16日にKoboスタジアム宮城で開かれた「東日本大震災復興支援　巨人―阪神OB戦」に出場。2回裏2死1・3塁の場面で松井と対戦したところ、二塁打を許している。
その一方で、学生野球資格回復制度を通じて、2014年3月4日付で日本学生野球協会から資格回復の適性を認定。同協会に加盟する高校・大学の野球部での指導が可能になったため、解説・評論活動と並行しながら、浪速高等学校硬式野球部の部員に随時アドバイスを送っていた。
2019年の途中までは解説・評論活動を続けていたが、同年6月から浪速高等学校硬式野球部のコーチに就任。前任の監督が退任したことを受けての就任で、「理事長付委託コーチ」という肩書での指導を経て、同年11月1日付で監督に就任した。なお、同部のコーチに就任してからは、本名の「遠山 昭治」名義で活動。また、監督への就任を機に、同校の入試広報部へ職員（参与）として勤務していた。就任後は新型コロナウイルス感染による練習の制限や、公立学校のレベルアップなどもあり、5年間で結果を残すことができず、2024年限りで退任することになった。退任後については未定。
2025年からは京都廣学館高等学校硬式野球部の特任投手コーチ兼チーム強化アドバイザーに就任。

## 人物・エピソード
1985年のドラフト会議では読売ジャイアンツ・広島東洋カープからも熱心に誘われたが、「阪神以外なら社会人（本田技研熊本）へ進みます」と11球団に伝え、阪神入団に漕ぎ付けた。
1999年5月22日の対読売ジャイアンツ戦（阪神甲子園球場）で勝利投手となったが、これはロッテ移籍前以来10年ぶりの勝利投手だった。10年のブランクは当時史上最長間隔で、2010年に大家友和が日本球界で16年振りの勝利を挙げたことで大幅に更新した。
絶対的守護神が不在のチーム事情と野手経験があることから、継投の際には一塁手を務めることもあった。2000年には右投げサイドスローの葛西稔と共に、相手打者の左右によって交互に「遠山、葛西、遠山、葛西…」と一塁と投手を交代し合って登板する継投がしばしば見られた。葛西も高校時代に一塁手の経験があり、「遠山・葛西スペシャル」として野村克也の必殺技と言われた。ただし遠山は後年、「つらかった」と述べており、「投手にしてみれば情けないと言いますか…やっぱり嫌ですよね。（左投手だが）『右打者でも抑えられる』という信頼が無かったということですから」「同じグラウンドにいるから気持ちは切れないですが、一塁を守った後に前の打席と同じ球を投げられるかどうかは疑問」と語っており、あまり乗り気では無かったようである。

## 詳細情報

### 年度別投手成績
| 年 度      | 球 団      | 登 板 | 先 発 | 完 投 | 完 封 | 無 四 球 | 勝 利 | 敗 戦 | セ 丨 ブ | ホ 丨 ル ド | 勝 率 | 打 者 | 投 球 回 | 被 安 打 | 被 本 塁 打 | 与 四 球 | 敬 遠 | 与 死 球 | 奪 三 振 | 暴 投 | ボ 丨 ク | 失 点 | 自 責 点 | 防 御 率 | W H I P |
| ---------- | ---------- | ----- | ----- | ----- | ----- | -------- | ----- | ----- | -------- | ----------- | ----- | ----- | -------- | -------- | ----------- | -------- | ----- | -------- | -------- | ----- | -------- | ----- | -------- | -------- | ------- |
| 1986       | 阪神       | 27    | 24    | 3     | 2     | 0        | 8     | 5     | 0        | --          | .615  | 549   | 128.0    | 135      | 14          | 34       | 3     | 3        | 73       | 0     | 1        | 64    | 60       | 4.22     | 1.32    |
| 1987       | 阪神       | 9     | 4     | 0     | 0     | 0        | 0     | 3     | 0        | --          | .000  | 100   | 22.2     | 30       | 6           | 5        | 0     | 0        | 9        | 0     | 0        | 17    | 15       | 5.96     | 1.54    |
| 1988       | 阪神       | 42    | 8     | 0     | 0     | 0        | 2     | 9     | 0        | --          | .182  | 339   | 79.2     | 81       | 6           | 34       | 3     | 0        | 48       | 2     | 0        | 36    | 34       | 3.84     | 1.44    |
| 1989       | 阪神       | 10    | 3     | 0     | 0     | 0        | 2     | 1     | 0        | --          | .667  | 125   | 28.1     | 37       | 2           | 7        | 1     | 0        | 16       | 1     | 0        | 15    | 14       | 4.45     | 1.55    |
| 1990       | 阪神       | 7     | 0     | 0     | 0     | 0        | 0     | 0     | 0        | --          | ----  | 46    | 9.0      | 12       | 1           | 8        | 0     | 0        | 8        | 0     | 0        | 10    | 9        | 9.00     | 2.22    |
| 1991       | ロッテ     | 10    | 2     | 0     | 0     | 0        | 0     | 0     | 0        | --          | ----  | 91    | 16.2     | 27       | 8           | 14       | 0     | 1        | 11       | 1     | 0        | 18    | 17       | 9.18     | 2.46    |
| 1992       | ロッテ     | 29    | 0     | 0     | 0     | 0        | 0     | 0     | 0        | --          | ----  | 77    | 17.1     | 17       | 1           | 7        | 0     | 1        | 14       | 1     | 0        | 9     | 6        | 3.12     | 1.38    |
| 1993       | ロッテ     | 25    | 0     | 0     | 0     | 0        | 0     | 0     | 0        | --          | ----  | 66    | 15.2     | 22       | 4           | 2        | 0     | 1        | 7        | 0     | 0        | 10    | 9        | 5.17     | 1.53    |
| 1994       | ロッテ     | 31    | 0     | 0     | 0     | 0        | 0     | 0     | 0        | --          | ----  | 108   | 25.1     | 26       | 5           | 6        | 1     | 3        | 13       | 0     | 0        | 14    | 11       | 3.91     | 1.26    |
| 1998       | 阪神       | 11    | 0     | 0     | 0     | 0        | 0     | 1     | 0        | --          | .000  | 51    | 10.2     | 19       | 1           | 4        | 0     | 0        | 4        | 0     | 0        | 9     | 9        | 7.59     | 2.16    |
| 1999       | 阪神       | 63    | 0     | 0     | 0     | 0        | 2     | 1     | 1        | --          | .667  | 204   | 51.2     | 39       | 4           | 14       | 3     | 2        | 35       | 0     | 0        | 15    | 12       | 2.09     | 1.03    |
| 2000       | 阪神       | 54    | 0     | 0     | 0     | 0        | 2     | 0     | 3        | --          | 1.000 | 145   | 35.1     | 29       | 2           | 11       | 2     | 1        | 20       | 0     | 0        | 10    | 10       | 2.55     | 1.13    |
| 2001       | 阪神       | 52    | 0     | 0     | 0     | 0        | 0     | 1     | 1        | --          | .000  | 133   | 27.2     | 33       | 3           | 17       | 2     | 2        | 17       | 1     | 0        | 17    | 15       | 4.88     | 1.81    |
| 2002       | 阪神       | 23    | 0     | 0     | 0     | 0        | 0     | 1     | 0        | --          | .000  | 63    | 12.1     | 21       | 2           | 4        | 0     | 1        | 8        | 1     | 1        | 13    | 13       | 9.49     | 2.03    |
| 通算：14年 | 通算：14年 | 393   | 41    | 3     | 2     | 0        | 16    | 22    | 5        | --          | .421  | 2097  | 480.1    | 528      | 59          | 167      | 15    | 15       | 283      | 7     | 2        | 257   | 234      | 4.38     | 1.45    |

### 年度別打撃成績
| 年 度      | 球 団      | 試 合 | 打 席 | 打 数 | 得 点 | 安 打 | 二 塁 打 | 三 塁 打 | 本 塁 打 | 塁 打 | 打 点 | 盗 塁 | 盗 塁 死 | 犠 打 | 犠 飛 | 四 球 | 敬 遠 | 死 球 | 三 振 | 併 殺 打 | 打 率 | 出 塁 率 | 長 打 率 | O P S |
| ---------- | ---------- | ----- | ----- | ----- | ----- | ----- | -------- | -------- | -------- | ----- | ----- | ----- | -------- | ----- | ----- | ----- | ----- | ----- | ----- | -------- | ----- | -------- | -------- | ----- |
| 1986       | 阪神       | 27    | 45    | 40    | 4     | 7     | 0        | 0        | 0        | 7     | 1     | 0     | 0        | 4     | 0     | 1     | 0     | 0     | 12    | 0        | .175  | .195     | .175     | .370  |
| 1987       | 阪神       | 9     | 6     | 5     | 0     | 0     | 0        | 0        | 0        | 0     | 0     | 0     | 0        | 1     | 0     | 0     | 0     | 0     | 2     | 0        | .000  | .000     | .000     | .000  |
| 1988       | 阪神       | 43    | 17    | 15    | 0     | 1     | 0        | 0        | 0        | 1     | 0     | 0     | 0        | 2     | 0     | 0     | 0     | 0     | 3     | 0        | .067  | .067     | .067     | .133  |
| 1989       | 阪神       | 10    | 9     | 8     | 0     | 2     | 1        | 0        | 0        | 3     | 0     | 0     | 0        | 1     | 0     | 0     | 0     | 0     | 1     | 0        | .250  | .250     | .375     | .625  |
| 1990       | 阪神       | 7     | 0     | 0     | 0     | 0     | 0        | 0        | 0        | 0     | 0     | 0     | 0        | 0     | 0     | 0     | 0     | 0     | 0     | 0        | ----  | ----     | ----     | ----  |
| 1991       | ロッテ     | 12    | 0     | 0     | 0     | 0     | 0        | 0        | 0        | 0     | 0     | 0     | 0        | 0     | 0     | 0     | 0     | 0     | 0     | 0        | ----  | ----     | ----     | ----  |
| 1992       | ロッテ     | 29    | 0     | 0     | 0     | 0     | 0        | 0        | 0        | 0     | 0     | 0     | 0        | 0     | 0     | 0     | 0     | 0     | 0     | 0        | ----  | ----     | ----     | ----  |
| 1993       | ロッテ     | 25    | 0     | 0     | 0     | 0     | 0        | 0        | 0        | 0     | 0     | 0     | 0        | 0     | 0     | 0     | 0     | 0     | 0     | 0        | ----  | ----     | ----     | ----  |
| 1994       | ロッテ     | 31    | 0     | 0     | 0     | 0     | 0        | 0        | 0        | 0     | 0     | 0     | 0        | 0     | 0     | 0     | 0     | 0     | 0     | 0        | ----  | ----     | ----     | ----  |
| 1995       | ロッテ     | 9     | 14    | 12    | 0     | 2     | 0        | 0        | 0        | 2     | 0     | 0     | 0        | 0     | 0     | 2     | 0     | 0     | 1     | 0        | .167  | .286     | .167     | .452  |
| 1996       | ロッテ     | 3     | 4     | 4     | 0     | 1     | 0        | 0        | 0        | 1     | 0     | 0     | 0        | 0     | 0     | 0     | 0     | 0     | 3     | 0        | .250  | .250     | .250     | .500  |
| 1998       | 阪神       | 11    | 0     | 0     | 0     | 0     | 0        | 0        | 0        | 0     | 0     | 0     | 0        | 0     | 0     | 0     | 0     | 0     | 0     | 0        | ----  | ----     | ----     | ----  |
| 1999       | 阪神       | 63    | 3     | 3     | 0     | 1     | 0        | 0        | 0        | 1     | 0     | 0     | 0        | 0     | 0     | 0     | 0     | 0     | 1     | 0        | .333  | .333     | .333     | .667  |
| 2000       | 阪神       | 54    | 3     | 3     | 0     | 0     | 0        | 0        | 0        | 0     | 0     | 0     | 0        | 0     | 0     | 0     | 0     | 0     | 2     | 0        | .000  | .000     | .000     | .000  |
| 2001       | 阪神       | 52    | 0     | 0     | 0     | 0     | 0        | 0        | 0        | 0     | 0     | 0     | 0        | 0     | 0     | 0     | 0     | 0     | 0     | 0        | ----  | ----     | ----     | ----  |
| 2002       | 阪神       | 23    | 0     | 0     | 0     | 0     | 0        | 0        | 0        | 0     | 0     | 0     | 0        | 0     | 0     | 0     | 0     | 0     | 0     | 0        | ----  | ----     | ----     | ----  |
| 通算：16年 | 通算：16年 | 408   | 101   | 90    | 4     | 14    | 1        | 0        | 0        | 15    | 1     | 0     | 0        | 8     | 0     | 3     | 0     | 0     | 25    | 0        | .156  | .183     | .167     | .349  |

### 年度別守備成績
| 年 度 | 球 団  | 投手  | 投手  | 投手  | 投手  | 投手  | 投手     | 一塁  | 一塁  | 一塁  | 一塁  | 一塁  | 一塁     | 外野  | 外野  | 外野  | 外野  | 外野  | 外野     |
| 年 度 | 球 団  | 試 合 | 刺 殺 | 補 殺 | 失 策 | 併 殺 | 守 備 率 | 試 合 | 刺 殺 | 補 殺 | 失 策 | 併 殺 | 守 備 率 | 試 合 | 刺 殺 | 補 殺 | 失 策 | 併 殺 | 守 備 率 |
| ----- | ------ | ----- | ----- | ----- | ----- | ----- | -------- | ----- | ----- | ----- | ----- | ----- | -------- | ----- | ----- | ----- | ----- | ----- | -------- |
| 1986  | 阪神   | 27    | 4     | 26    | 3     | 0     | .909     | -     | -     | -     | -     | -     | -        | -     | -     | -     | -     | -     | -        |
| 1987  | 阪神   | 9     | 0     | 5     | 0     | 0     | 1.000    | -     | -     | -     | -     | -     | -        | -     | -     | -     | -     | -     | -        |
| 1988  | 阪神   | 42    | 1     | 16    | 0     | 0     | 1.000    | -     | -     | -     | -     | -     | -        | -     | -     | -     | -     | -     | -        |
| 1989  | 阪神   | 10    | 1     | 5     | 0     | 0     | 1.000    | -     | -     | -     | -     | -     | -        | -     | -     | -     | -     | -     | -        |
| 1990  | 阪神   | 7     | 1     | 3     | 0     | 0     | 1.000    | -     | -     | -     | -     | -     | -        | -     | -     | -     | -     | -     | -        |
| 1991  | ロッテ | 10    | 2     | 6     | 0     | 1     | 1.000    | -     | -     | -     | -     | -     | -        | -     | -     | -     | -     | -     | -        |
| 1992  | ロッテ | 29    | 1     | 5     | 0     | 0     | 1.000    | -     | -     | -     | -     | -     | -        | -     | -     | -     | -     | -     | -        |
| 1993  | ロッテ | 25    | 2     | 2     | 0     | 1     | 1.000    | -     | -     | -     | -     | -     | -        | -     | -     | -     | -     | -     | -        |
| 1994  | ロッテ | 31    | 1     | 13    | 0     | 2     | 1.000    | -     | -     | -     | -     | -     | -        | -     | -     | -     | -     | -     | -        |
| 1995  | ロッテ | -     | -     | -     | -     | -     | -        | -     | -     | -     | -     | -     | -        | 2     | 1     | 0     | 0     | 0     | 1.000    |
| 1996  | ロッテ | -     | -     | -     | -     | -     | -        | 1     | 3     | 0     | 0     | 0     | 1.000    | -     | -     | -     | -     | -     | -        |
| 1998  | 阪神   | 11    | 1     | 3     | 0     | 0     | 1.000    | -     | -     | -     | -     | -     | -        | -     | -     | -     | -     | -     | -        |
| 1999  | 阪神   | 63    | 8     | 12    | 0     | 2     | 1.000    | 1     | 0     | 0     | 0     | 0     | .000     | -     | -     | -     | -     | -     | -        |
| 2000  | 阪神   | 54    | 3     | 7     | 0     | 1     | 1.000    | 7     | 5     | 2     | 0     | 1     | 1.000    | -     | -     | -     | -     | -     | -        |
| 2001  | 阪神   | 52    | 1     | 3     | 0     | 0     | 1.000    | 1     | 2     | 0     | 0     | 0     | 1.000    | -     | -     | -     | -     | -     | -        |
| 2002  | 阪神   | 23    | 1     | 3     | 0     | 0     | 1.000    | -     | -     | -     | -     | -     | -        | -     | -     | -     | -     | -     | -        |
| 通算  | 通算   | 393   | 27    | 109   | 3     | 7     | .978     | 10    | 10    | 2     | 0     | 1     | 1.000    | 2     | 1     | 0     | 0     | 0     | 1.000    |

### 表彰
- カムバック賞 （1999年）
- サンスポMVP大賞：1回 （1999年[26]）

### 記録
投手記録
- 初登板：1986年4月27日、対中日ドラゴンズ6回戦（阪神甲子園球場）、9回表に6番手として救援登板・完了、1回無失点
- 初奪三振：同上、9回表に豊田誠佑から
- 初先発登板：1986年5月1日、対ヤクルトスワローズ6回戦（阪神甲子園球場）、4回1/3を2失点（自責点1）
- 初勝利・初先発勝利・初完投勝利：1986年5月14日、対広島東洋カープ6回戦（広島市民球場）、9回2失点
- 初完封勝利：1986年6月20日、対中日ドラゴンズ13回戦（阪神甲子園球場）
- 初セーブ：1999年4月20日、対横浜ベイスターズ4回戦（長崎県営野球場）、7回裏に3番手として救援登板・完了、3回無失点

打者記録
- 初打席：1986年5月1日、対ヤクルトスワローズ6回戦（阪神甲子園球場）
- 初安打：同上、尾花高夫から
- 初先発出場：1995年5月3日、対日本ハムファイターズ4回戦（東京ドーム）、8番・左翼手で出場

その他の記録
- オールスターゲーム出場：1回 （2000年）

### 背番号
- 21 （1986年 - 1990年）
- 16 （1991年 - 1994年）
- 49 （1995年 - 1997年）
- 52 （1998年 - 2002年）
- 75 （2005年 - 2009年）
- 95 （2010年 - 2011年）

### 登録名
- 遠山 昭治 （とおやま しょうじ、1986年 - 1998年）
- 遠山 奬志 （とおやま しょうじ、1999年 - ）

### 登場曲
- 『希望の鐘が鳴る朝に』 / THE ALFEE - 自身の愛称「遠山の金さん」の「きんさん」→「きんちゃん」という愛称をもつ主人公の、選曲した当時に放送されていたテレビドラマ『サラリーマン金太郎』（主演：高橋克典）→このドラマの主題歌という連想での選曲。[27]

## 関連情報

### 野球解説者時代の出演番組
※特記のない限りプロ野球中継
- MBSベースボールパーク - MBSラジオ

放送上のキャッチフレーズは、「トラの桜吹雪」。中継タイトルが『MBSタイガースナイター』だった2003年・2004年にも、「トラ番ゲスト」（本数契約のゲスト解説者）として出演していた。
2015・2016年度以降のナイターオフ期間には、『with Tigers MBSベースボールパーク みんなでホームイン!』の金曜日にレギュラーで出演。現役時代からの愛称にちなんだ「野球奉行☆遠山の金さん」というレギュラーコーナーを持っていた。
- 侍プロ野球 - MBSテレビ・TBS（JNN）系列
- 檄! 阪神タイガース中継 - GAORA
- ちちんぷいぷい - MBSテレビ

MBSの野球解説者に復帰した2012年度に、コメンテーターとして水曜日にレギュラー出演。同年から番組内で結成された「ちちんぷいぷい運動部」のメンバー（野球担当）でもあった。2013年度に不定期で出演した後に、2014年度に月・木曜日でレギュラー出演を再開。2015年から不定期での出演に戻ったが、「遠山親方」という肩書で、野球関連以外の中継・ロケ企画に登場することもあった。
2016年のリオ・デ・ジャネイロオリンピック期間中には、山中真（MBSアナウンサー）・廣田遥（元トランポリン選手、当時のレギュラー出演者）と共に、リポーターとして現地に派遣。周辺取材や、生中継・VTRによるリポートを担当した。
体重が99kgにまで達していた2017年1月からは、現役時代のベスト体重（85kg）へ戻すべく、ライザップとの共同企画でダイエットに挑戦。同年4月までの3ヶ月間に体重を14kg、体脂肪率を9%減らした。同年5月6日の阪神対広島戦「ファーストピッチセレモニー」では、番組略称の英字ロゴ（Puipui）を入れた赤い縦縞のユニフォーム姿で、現役引退から14年振りに甲子園球場の公式戦でピッチングを披露している。
- J SPORTS STADIUM - J SPORTS

2015年4月25日（土曜日）、MBSテレビと同系列の中国放送（RCC）制作の地上波中継『広島銀行プレゼンツ RCCカープデーゲーム中継』との同時放送（MBSテレビでも一部時間帯で同時ネット。MBSテレビとJ SPORTSは冠提供なし）に出演（解説：山崎隆造・遠山、実況：一柳信行〔RCC〕、リポーター：石田充〔RCC〕・金山泉〔MBS〕）。